# Zofia Daszyńska-Golińska
Zofia Emilia Daszyńska-Golińska hay Zofia Golińska, nhũ danh Zofia Poznańska (6 tháng 8 năm 1866 - 11 tháng 2 năm 1934) là một chính trị gia xã hội chủ nghĩa người Ba Lan. Bà cũng là một giáo sư và là người bảo vệ quyền bầu cử cho phụ nữ. Bà là nữ thượng nghị sĩ thời kỳ đầu ở Ba Lan.

## Cuộc đời
Daszyńska-Golińska sinh năm 1866 ở Warsaw. Cha mẹ của bà đều xuất thân từ những gia đình có học thức. Từ khi còn nhỏ, bà đã bắt đầu quan tâm đến các vấn đề xã hội và khoa học. Sau khi học xong tại trường công lập Warsaw, bà đã chuyển đến Zurich, Thụy Sĩ. Tại đây, bà theo học ngành triết học, lịch sử, chính trị và kinh tế.
Bà kết hôn với nhà hoạt động chính trị Felix Daszyński ở Thụy Sĩ, tuy nhiên, cuộc hôn nhân này nhanh chóng kết thúc khi chồng bà qua đời sau hai năm mắc bệnh lao. Anh rể của bà, Ignacy Daszynski, tiếp quản di sản của anh trai mình và thành lập Đảng Xã hội Ba Lan. Ông sau này trở thành Thủ tướng đầu tiên của Ba Lan. Người chồng thứ hai của bà là một nhà thực vật học tên là Golinski. Lúc này, bà vẫn ủng hộ con đường chính trị mà bà đã chia sẻ với người chồng đầu tiên của mình. Năm 1891, bà nhận được bằng tiến sĩ với luận án về nhân khẩu học liên quan đến dân số thế kỷ 18 của Zurich.
Bà tiếp tục tham gia một chương trình học không chính thức ở một cơ sở giáo dục bên ngoài Đại học Vienna, vì phụ nữ thời điểm bây giờ không được theo học tại đây và nhiều người cho rằng có những ý tưởng rất khó thảo luận với họ. Cơ sở giáo dục này sau đó được đặt tên không chính thức là Đại học Flying. Tổ chức này vẫn tiếp tục tuyển sinh sinh viên học các khóa học và tồn tại từ năm 1885 đến năm 1907 trước khi được chính thức công nhận và trở thành Hiệp hội Nghiên cứu Khoa học. Daszyńska-Golińska giảng dạy tại Berlin với tư cách là một trợ lý Giáo sư từ năm 1894 đến năm 1896, trước khi chuyển đến Krakow. Bà ủng hộ Đảng Xã hội Ba Lan và đã viết một số cuốn sách và xuất bản các bài báo học thuật. Năm 1919, bà trở thành giáo sư tại Đại học Ba Lan Tự do. Bà thực hiện các bài giảng về Kinh tế và các vấn đề xã hội, bao gồm bảo hộ lao động.
Xu hướng chính trị của Daszyńska-Golińska được cho là ôn hòa hơn chủ nghĩa Marx với việc đi theo cách tiếp cận của Eduard Bernstein. Từ năm 1928 đến năm 1932, bà là thành viên của thượng viện Ba Lan, đại diện cho đảng BBWR. Trong khoảng thời gian này, bà là thành viên của một số tổ chức nữ quyền hàng đầu, bao gồm Tổ chức Những người Phụ nữ Nhỏ bé.

## Di sản
Bà mất năm 1934 tại Warsaw. Bà được trao tặng Huân chương Polonia Restituta.
Bà đã xuất bản hơn tám mươi cuốn sách, bao gồm Đột phá trong Chủ nghĩa xã hội xuất bản năm 1900, hai tập Kinh tế xã hội năm 1906-7, Thông qua hệ thống hợp tác cho tương lai năm 1921, Những vấn đề về chính sách dân số năm 1927, và Chính sách xã hội năm 1933.